# Adam Osmajew
Adam Osmajew (czecz. ОсмагӀеран Адам; ur. 1981 w Groznym) – czeczeński wojskowy i działacz niepodległościowy.

## Życiorys
Urodzony w 1981 r. w Groznym. Po upadku ZSRR jego ojciec zajął się działalnością w sektorze naftowym, a syna wysłał do szkół w Wielkiej Brytanii. Po studiach Osmajew pracował jako menadżer. W 2007 r., pracując w Moskwie, został aresztowany pod zarzutem przygotowywania zamachu terrorystycznego, ale zwolniono go po trzech dniach. Przyczyny zwolnienia pozostają niejasne.
Osmajew zbiegł z Rosji mimo orzeczonego zakazu opuszczania kraju. Kilka lat później zamieszkał na Ukrainie pod fałszywym nazwiskiem. W styczniu 2012 r. został ranny w wybuchu, do którego doszło w wynajmowanym przez niego mieszkaniu w Odessie, ranna została jeszcze jedna osoba, a kolejna zginęła. Ponieważ straż pożarna znalazła na miejscu wybuchu elementy ładunków wybuchowych, Służba Bezpieczeństwa Ukrainy wszczęła śledztwo i w lutym aresztowała Osmajewa pod zarzutem przygotowywania zamachu na m.in. prezydenta Rosji. Nakazana przez sąd ekstradycja została zablokowana przez Europejski Trybunał Praw Człowieka.
Po rewolucji na Ukrainie żona Osmajewa złożyła wniosek o rehabilitację męża i w listopadzie 2014 r. sąd w Odessie uznał go za winnego jedynie nielegalnego posiadania materiałów wybuchowych i fałszywych dokumentów, jednocześnie oddalając zarzut o przygotowywanie zamachu.
W marcu 2014 r. w Danii powstał ochotniczy Batalion im. Dżochara Dudajewa, utworzony przez czeczeńskich emigrantów do walki w Donbasie po stronie Ukrainy. W lutym 2015 r. Osmajew został dowódcą oddziału, po śmierci jego poprzedniego dowódcy pod Debalcewem.
1 czerwca 2017 r. został ranny w zamachu zorganizowanym w Kijowie, sprawca został obezwładniony przez jego żonę. Był nim człowiek podający się za Aleksa Wernera z „Le Monde”, który rzekomo chciał nakręcić film o działalności małżeństwa. Zarówno Osmajew, jak i zamachowiec w ciężkim stanie trafili do szpitali. Władze Ukrainy o organizację zamachu podejrzewały władze Czeczenii lub rosyjskie służby specjalne.